# Ogrody Hastings

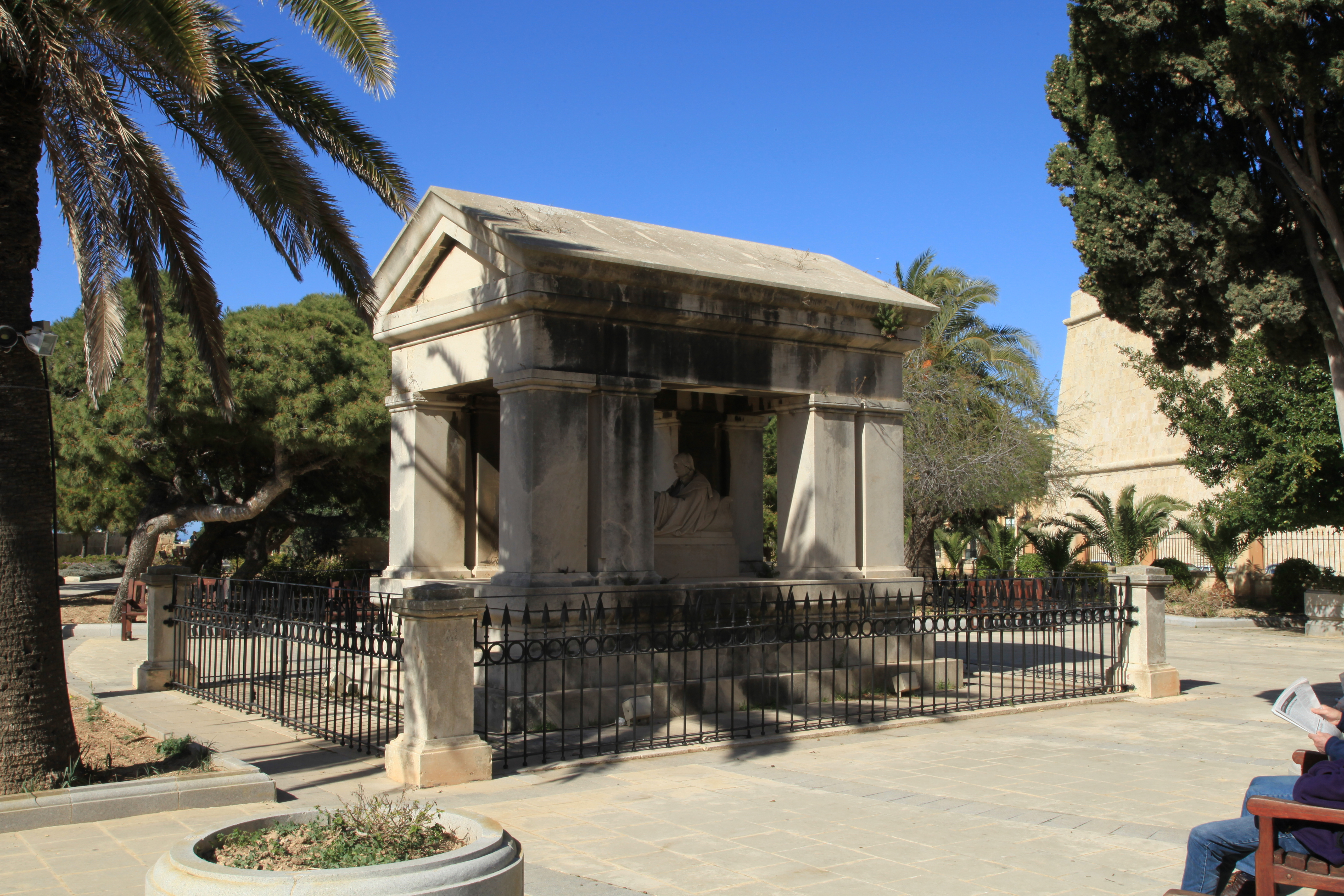
Pomnik Lorda Hastings w Hastings Gardens

Ogrody Hastings (ang. Hastings Gardens) – ogród publiczny w Valletcie na Malcie. Jest on położony na szczycie Bastionu św. Jana i Bastionu św. Michała, po zachodniej stronie głównej Bramy Miejskiej. Z ogrodu roztacza się widok na Florianę, Msidę, Sliemę, i wyspę Маnoela. W ogrodzie znajduje się pomnik, ustawiony przez rodzinę Hastings na cześć Francisa markiza Hastings, który był gubernatorem Malty. Lord Hastings zmarł w 1827 r. i został pochowany w ogrodzie.
Istnieje przekaz, że ogród został zbudowany w ciągu 4 godzin. Ma to obrazować fakt, że Maltańczycy są ludźmi ciężko pracującymi. Jedynym znanym architektem tych ogrodów jest Adriano DeVina. 
22 grudnia 2009 roku, płyta wotywna, tzw. chaczkar, została odsłonięta w ogrodach przez armeńską społeczność na Malcie. Wykonano ją specjalnie w Armenii i dostarczono na Maltę. Na ceremonii obecni byli członkowie maltańskiego parlamentu, burmistrz Valletty oraz inni goście. 

Napis na płycie brzmi: 

In token of friendship between the Maltese and Armenian people. 
Armenia thanks Malta for its support to Armenians who found refuge in this island in the tragic years of 1375 and 1915.

 co oznacza 

"W dowód przyjaźni między narodami Malty i Armenii. 
Armenia dziękuje Malcie za poparcie dla Ormian, którzy znaleźli schronienie na tej wyspie w tragicznych latach 1375 i 1915.

Pomnik Sette Giugno, oryginalnie ustawiony na placu przed frontem Pałacu Wielkiego Mistrza w Valletcie, w czerwcu 2009 roku, kiedy rozpoczęły się tam prace renowacyjne, został usunięty do przechowania. Rok później, w roku 2010, pomnik został przeniesiony do ogrodów Hastings. Ma być ustawiony w kompleksie nowych budynków Parlamentu, kiedy tylko te zostaną ukończone.